# Gratibus
Gratibus és un municipi francès situat al departament del Somme i a la regió dels Alts de França. L'any 2007 tenia 166 habitants.

## Demografia

### Població

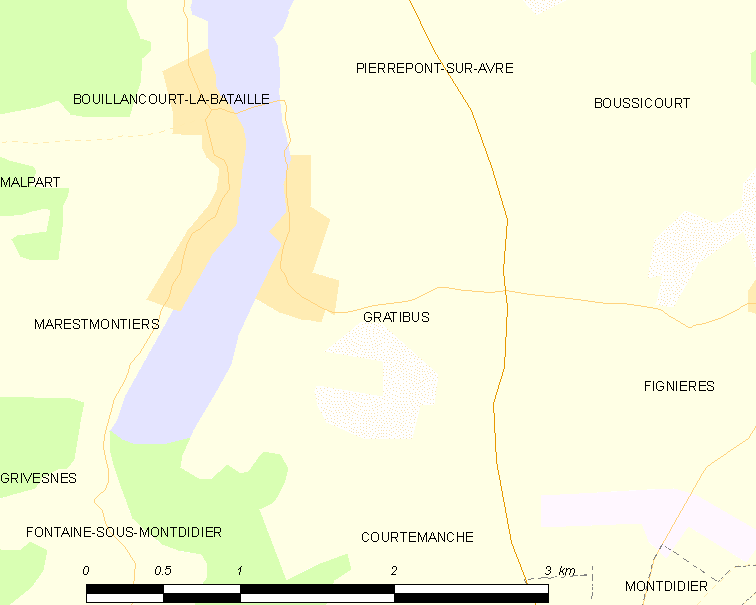

El 2007 la població de fet de Gratibus era de 166 persones. Hi havia 68 famílies de les quals 16 eren unipersonals (8 homes vivint sols i 8 dones vivint soles), 24 parelles sense fills, 24 parelles amb fills i 4 famílies monoparentals amb fills.

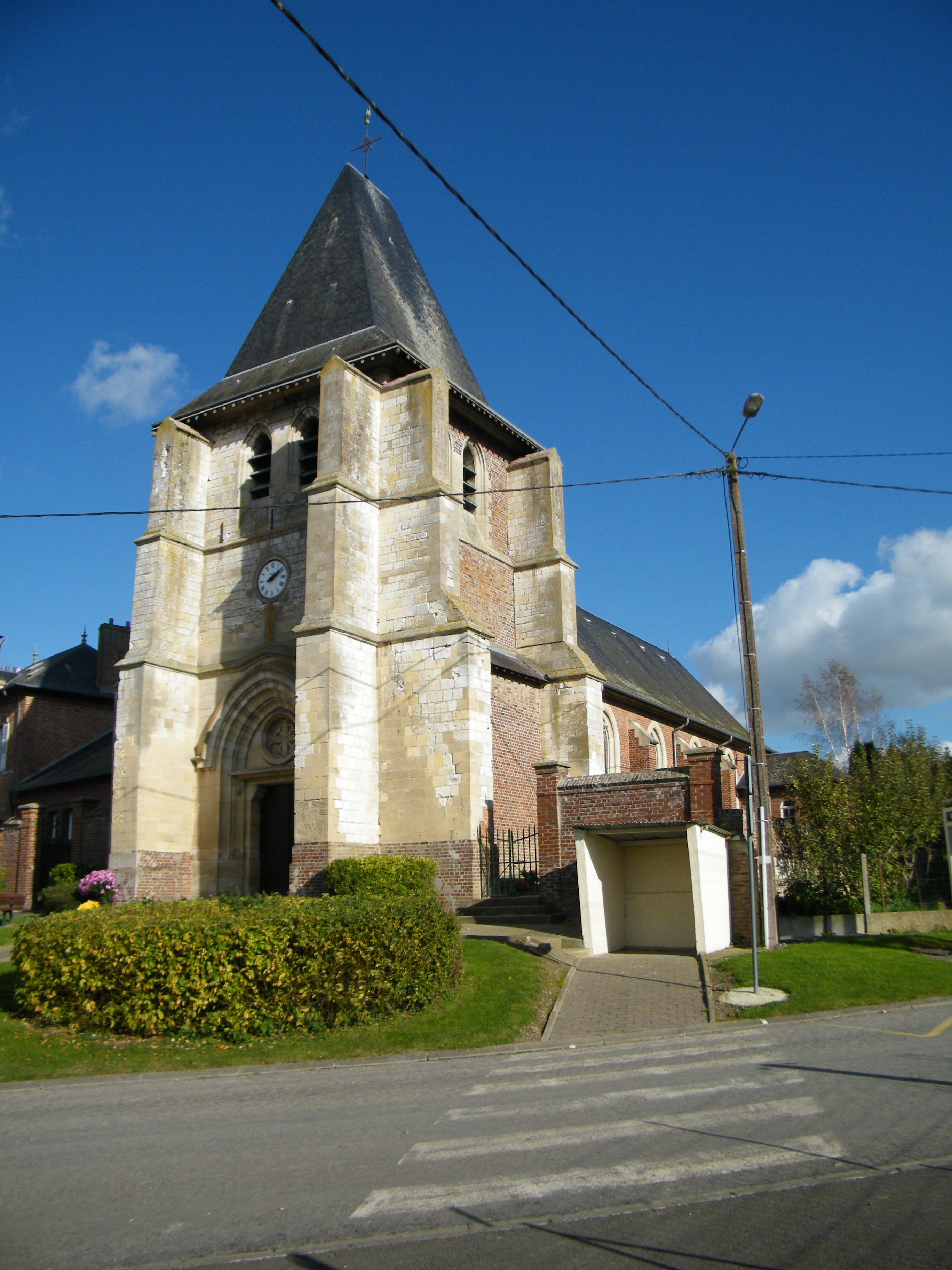

La població ha evolucionat segons el següent gràfic:
Habitants censats

### Habitatges
El 2007 hi havia 80 habitatges, 66 eren l'habitatge principal de la família, 9 eren segones residències i 5 estaven desocupats. Tots els 80 habitatges eren cases. Dels 66 habitatges principals, 59 estaven ocupats pels seus propietaris, 6 estaven llogats i ocupats pels llogaters i 1 estava cedit a títol gratuït; 1 tenia dues cambres, 6 en tenien tres, 16 en tenien quatre i 43 en tenien cinc o més. 48 habitatges disposaven pel capbaix d'una plaça de pàrquing. A 26 habitatges hi havia un automòbil i a 35 n'hi havia dos o més.

### Piràmide de població

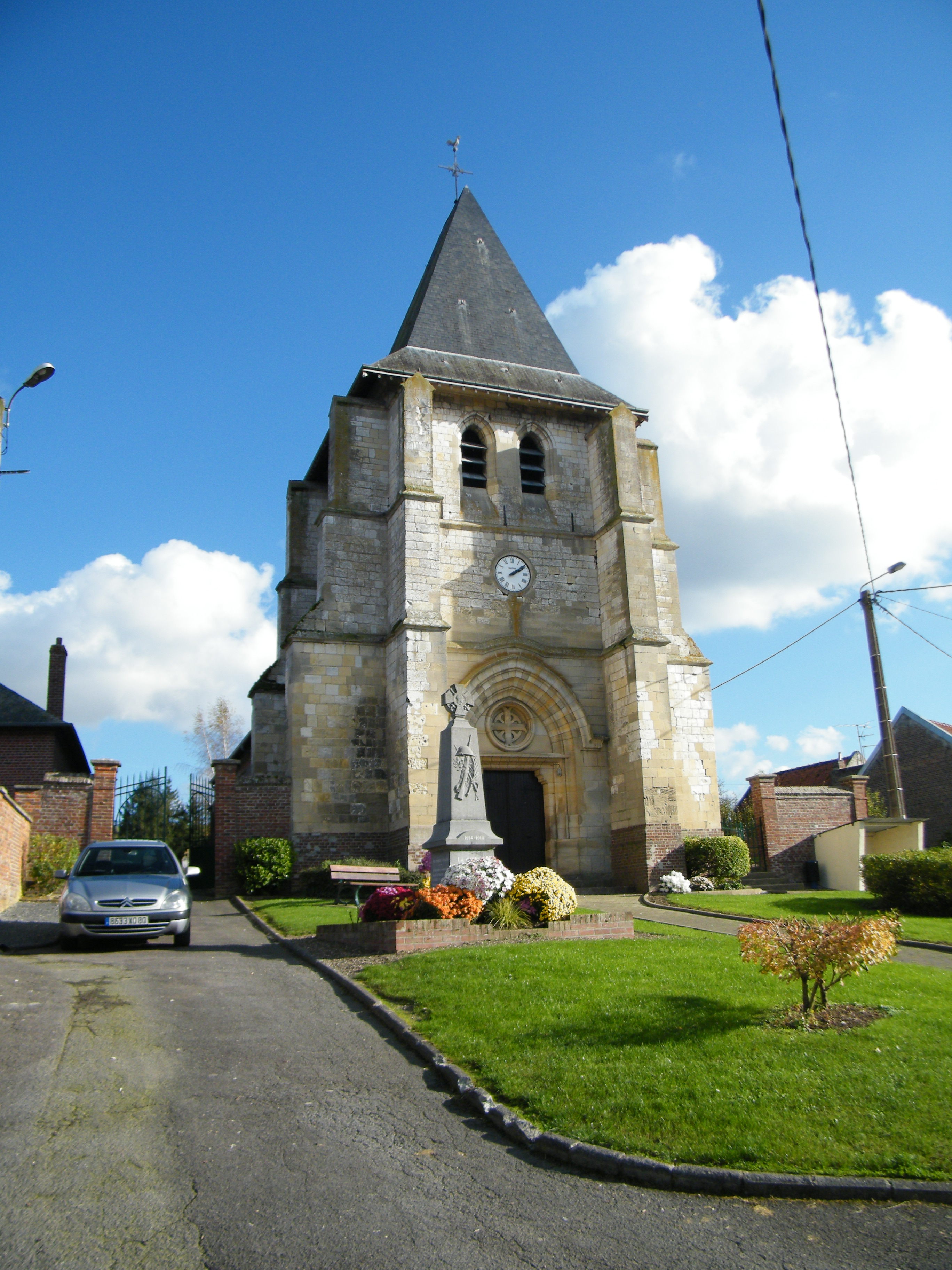

La piràmide de població per edats i sexe el 2009 era:
| Homes | Edats   | Dones |
| ----- | ------- | ----- |
| 0     | 95 o +  | 0     |
| 0     | 90 a 94 | 0     |
| 0     | 85 a 89 | 0     |
| 0     | 80 a 84 | 4     |
| 4     | 75 a 79 | 0     |
| 8     | 70 a 74 | 0     |
| 0     | 65 a 69 | 4     |
| 4     | 60 a 64 | 4     |
| 0     | 55 a 59 | 4     |
| 12    | 50 a 54 | 0     |
| 8     | 45 a 49 | 12    |
| 4     | 40 a 44 | 4     |
| 4     | 35 a 39 | 8     |
| 12    | 30 a 34 | 16    |
| 16    | 25 a 29 | 0     |
| 0     | 20 a 24 | 4     |
| 20    | 15 a 19 | 4     |
| 8     | 10 a 14 | 16    |
| 4     | 5 a 9   | 8     |
| 0     | 0 a 4   | 0     |

## Economia

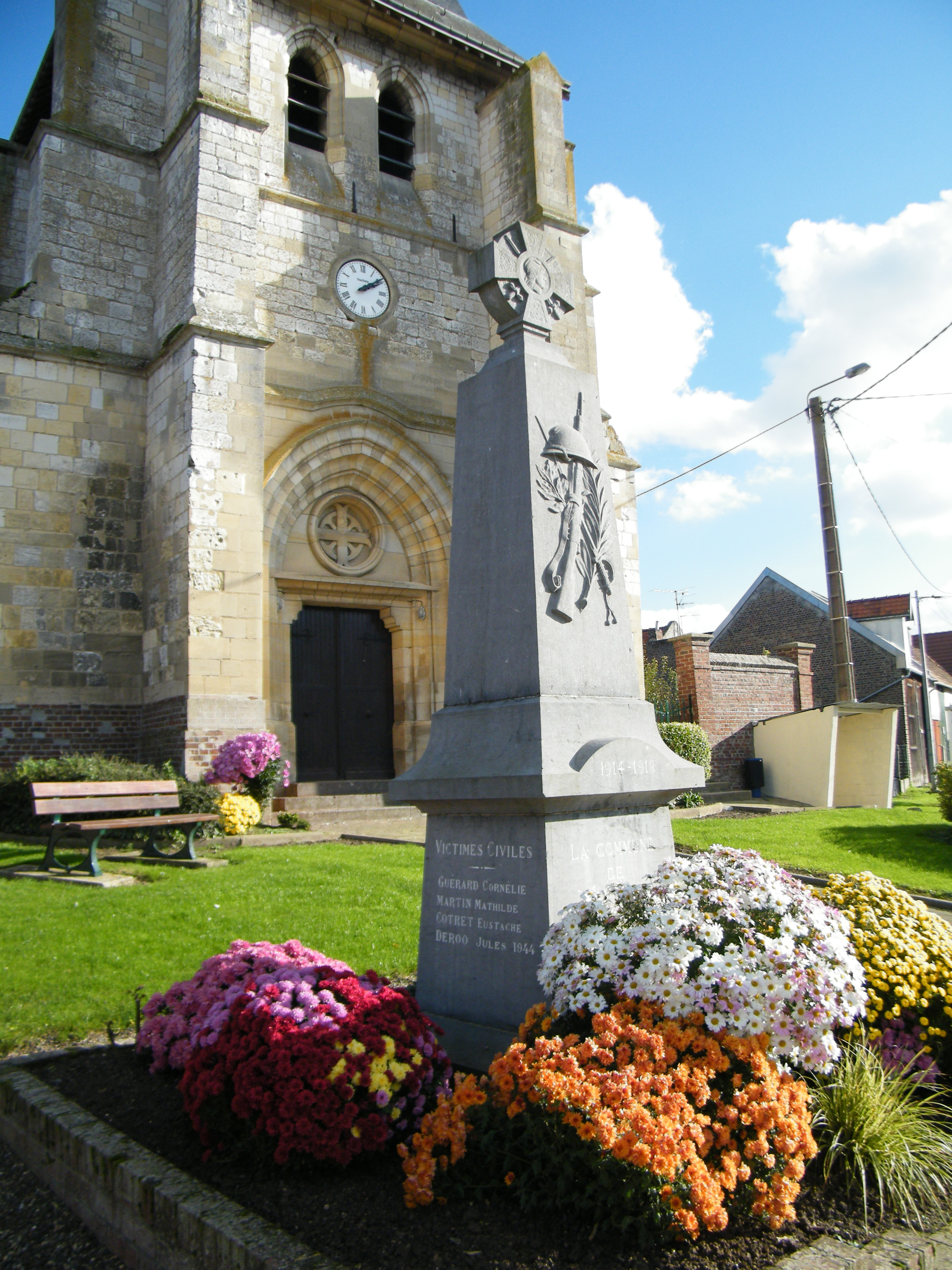

El 2007 la població en edat de treballar era de 120 persones, 87 eren actives i 33 eren inactives. De les 87 persones actives 79 estaven ocupades (43 homes i 36 dones) i 8 estaven aturades (3 homes i 5 dones). De les 33 persones inactives 12 estaven jubilades, 15 estaven estudiant i 6 estaven classificades com a «altres inactius».

### Ingressos
El 2009 a Gratibus hi havia 65 unitats fiscals que integraven 165 persones, la mediana anual d'ingressos fiscals per persona era de 19.399 €.

### Activitats econòmiques

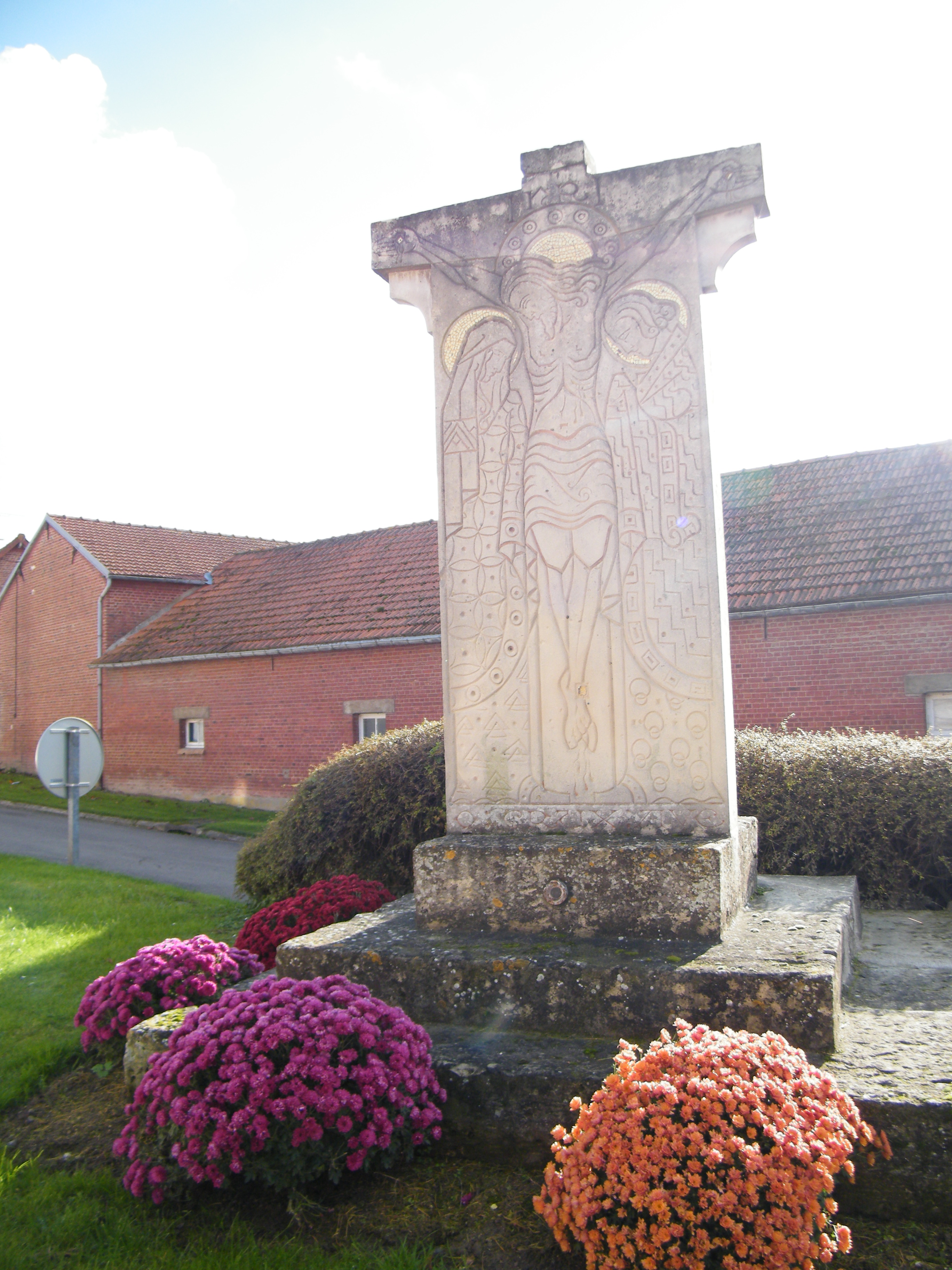

Els 2 establiments que hi havia el 2007 eren d'empreses de serveis.
L'any 2000 a Gratibus hi havia 3 explotacions agrícoles.

## Poblacions més properes

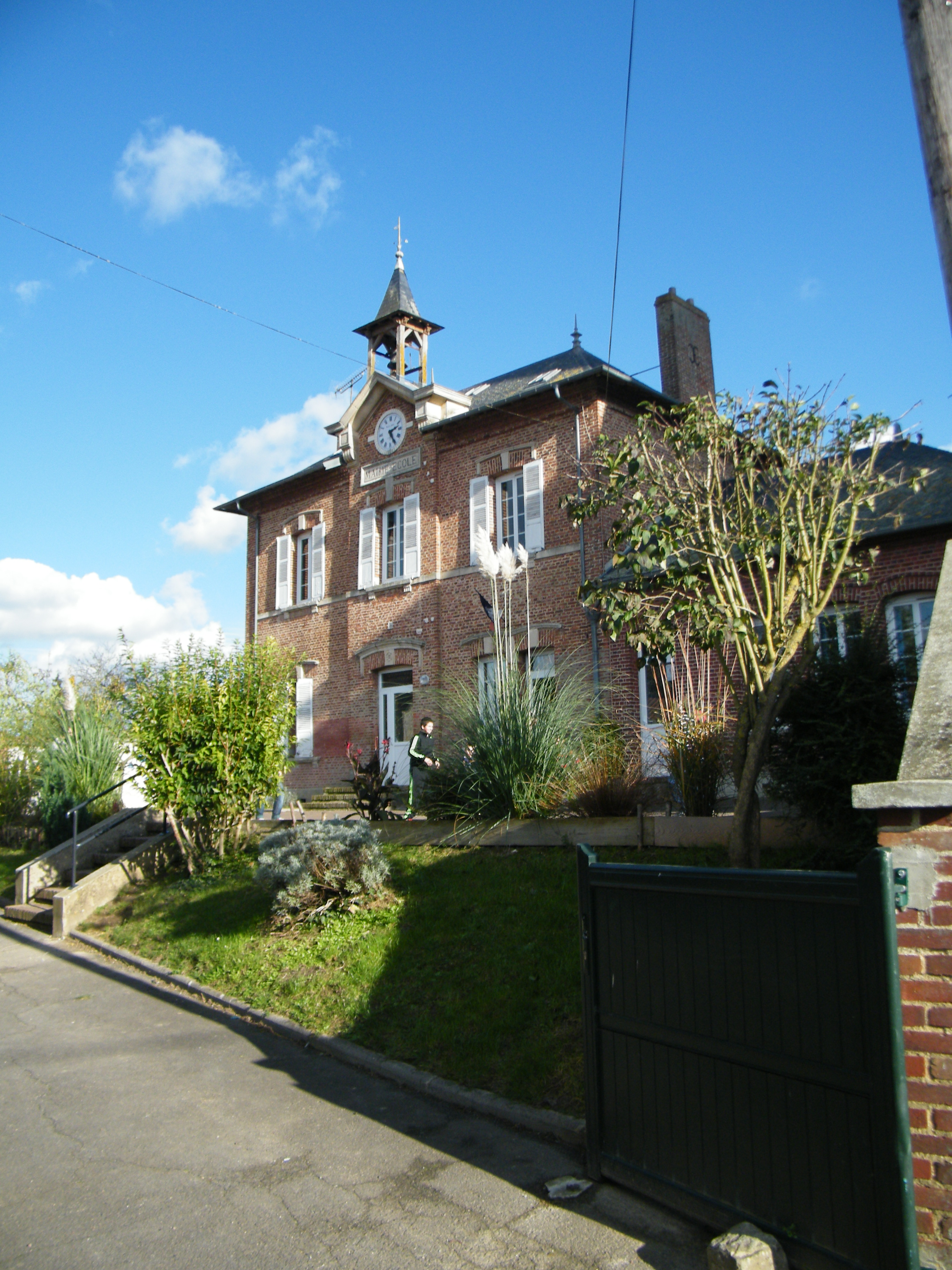

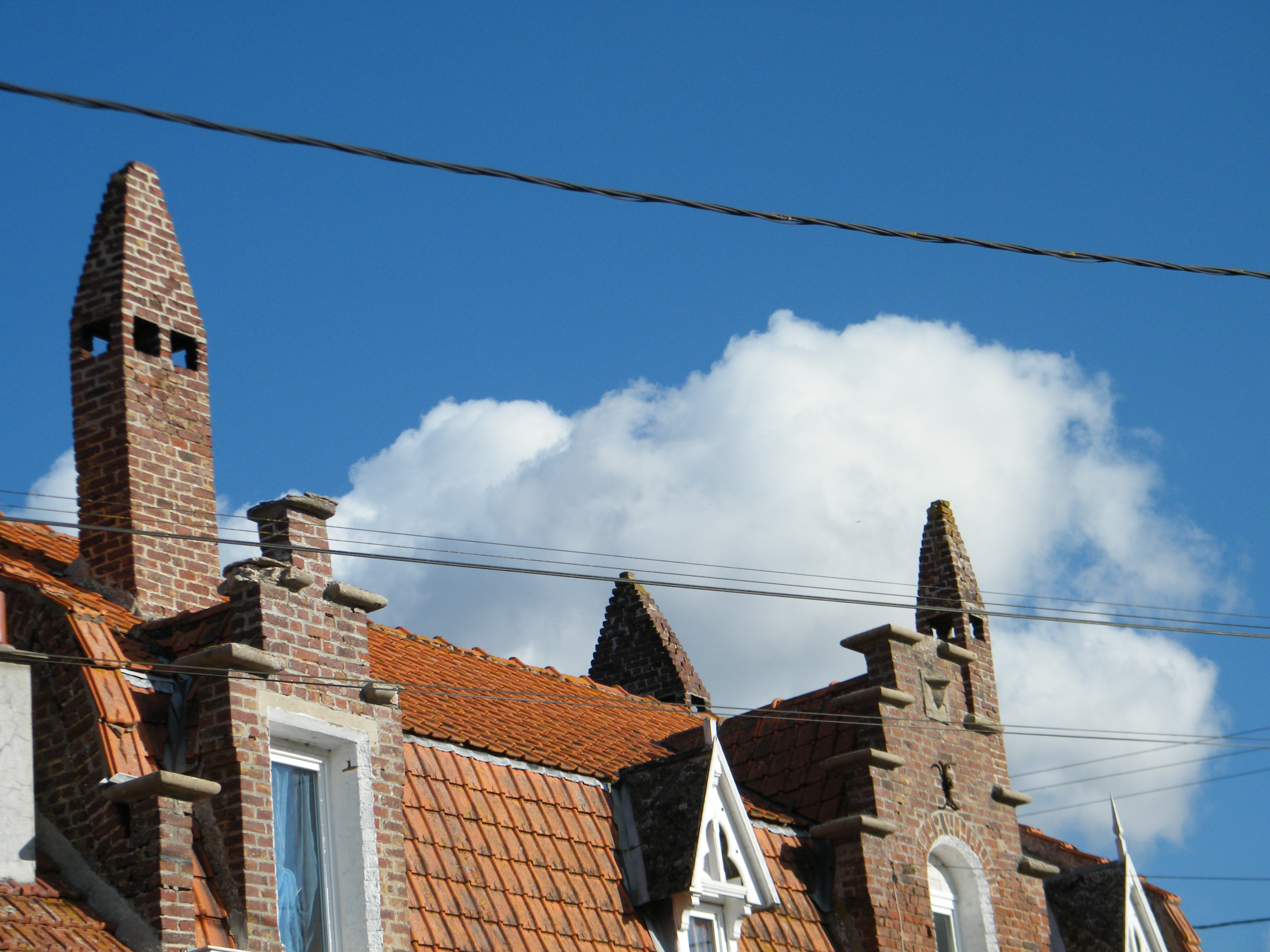

El següent diagrama mostra les poblacions més properes.